# Sūlak
Sūlak (persiska: سوليك, سولک, Sūlīk) är en ort i Iran.   Den ligger i provinsen Västazarbaijan, i den nordvästra delen av landet, 600 km väster om huvudstaden Teheran. Sūlak ligger 1 928 meter över havet och antalet invånare är 207.
Terrängen runt Sūlak är bergig åt sydväst, men åt nordost är den kuperad. Runt Sūlak är det ganska tätbefolkat, med 185 invånare per kvadratkilometer. Närmaste större samhälle är Silvana, 11,2 km sydost om Sūlak. Trakten runt Sūlak består i huvudsak av gräsmarker.